# Andrew Fahie
Andrew Alturo Fahie (Tortola, 7 agosto 1970) è un politico anglo-verginiano, primo ministro delle Isole Vergini Britanniche e presidente del Partito delle Isole Vergini Britanniche.
Il 25 febbraio 2019 Fahie ha portato il suo partito alla vittoria nelle elezioni generali del 2019 ed è stato eletto primo ministro il giorno successivo.

## Primi anni e studi
Andrew Fahie è nato nel 1970 da Ernest Alturo Fahie e Iris Dorene Romney a Tortola.
Dopo essersi diplomato alla BVI High School nel 1986, Fahie ha frequentato l'Università delle Isole Vergini a St. Thomas ed ha successivamente conseguito una laurea presso la Florida A & M University nel 1991, diventando insegnante di matematica presso la Elmore Stoutt High School.
Fahie è sposato con Sheila Fahie. i rappresentante del 1º distretto nel 1999 all'età di 28 anni e ha tenuto quel seggio fino ad oggi. In precedenza è stato ministro dell'istruzione e della cultura dal 2007 al 2011 e ministro della salute, dell'istruzione e del benessere dal 2000 al 2003.
Il 29 aprile 2022 viene arrestato dalla DEA all'aeroporto di Miami con l'accusa di traffico di droghe e riciclaggio di denaro.

### Primo ministro
Fahie ha portato il suo partito alla vittoria nelle elezioni generali delle Isole Vergini Britanniche del 2019 ed è stato eletto premier il giorno successivo.

## Incidente
Nel 2007 Fahie ha subito una ferita d'arma da fuoco al piede sinistro durante un tentativo di rapina in banca. Ha cercato di fare causa per le ferite ricevute, ma il caso è stato risolto prima che l'appello venisse ascoltato.

## Controversie

### 2003
Nel 2003, un giornalista inglese ha riferito che Fahie era sotto inchiesta in relazione ad accuse di riciclaggio di denaro. Fahie non ha mai negato che tale indagine abbia avuto luogo, ma ha sempre sostenuto che nessuna azione è stata presa contro di lui e quindi fosse un'accusa infondata.

### 2022
Il 28 aprile 2022, Fahie è stato arrestato dalla Drug Enforcement Administration (DEA) degli Stati Uniti a Miami con l'accusa di riciclaggio di denaro e associazione a delinquere finalizzata all'importazione di 5 kg di cocaina e per aver aiutato il cartello di Sinaloa, con sede in Messico, nello spostamento di migliaia di chilogrammi di cocaina negli Stati Uniti in cambio di una percentuale sui proventi. Secondo quanto riferito, lui si dichiara non colpevole.